# Stjepan Gradić

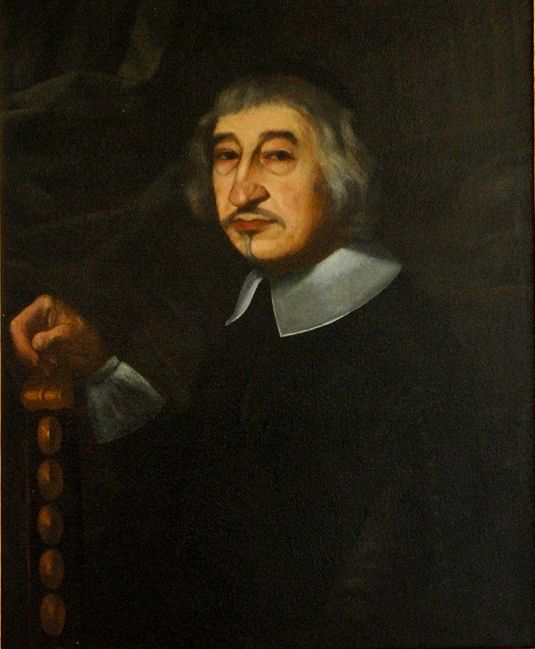
Stjepan Gradić, zeitgenössisches Porträt

Stjepan Gradić, italienisch Stefano Gradi (* 6. März 1613 in Dubrovnik (lateinisch/italienisch Ragusa); † 2. Mai 1683 in Rom), war ein römisch-katholischer Priester, Universalgelehrter und Diplomat der Republik Ragusa beim Heiligen Stuhl.

## Leben
Gradić entstammte der Stadtaristokratie von Dubrovnik. Seine Eltern waren Miho Gradić, Senator (Mitglied  des Consilium Rogatorum), und Marija geb. Beneša. Sein Onkel mütterlicherseits war Petar Beneša (ital. Pietro Benessa) (1580–1642), Generalvikar in Dubrovnik, dann Amtsträger im Staatssekretariat Urbans VIII. im Bischofsrang. Durch Benešas Vermittlung kam Gradić 16-jährig nach Rom ans Collegio Romano, studierte danach an der Universität in Fermo und promovierte 1638 an der Universität Bologna zum Doktor beider Rechte. Danach setzte er in Rom seine theologischen Studien fort. Nach dem Tod des Onkels 1642 kehrte er nach Dubrovnik zurück, empfing die Priesterweihe und wurde Kommendatarabt der Abtei St. Cosmas und Damian auf der Insel Pašman sowie Mitglied des Domkapitels von Dubrovnik.
1653 begab er sich mit Zustimmung des Domkapitels wieder nach Rom, wo er als Unterhändler in Angelegenheiten der Republik Ragusa tätig wurde. Er bemühte sich um die Stelle des ersten Kustos der Vatikanbibliothek, erhielt aber zunächst nur einen Posten im Staatssekretariat.
Durch die Papstwahl Alexanders VII. 1655, mit dem Gradić durch einen Dichterkreis persönlich bekannt war, verbesserte sich seine Stellung in der Kurie weiter. Bei der Ankunft der Königin Christine in Rom im selben Jahr bekam er den ehrenvollen Auftrag der lateinischen Begrüßungsrede. 1656 wurde er offiziell zum Vertreter der Republik Ragusa beim Heiligen Stuhl ernannt. 1662 erhielt er die zweite Kustodenstelle der Vatikanbibliothek.
Von seiner Residenzpflicht in Dubrovnik wurde er nun definitiv entbunden, sodass er sich uneingeschränkt seinen diplomatischen, philosophischen und poetischen Tätigkeiten widmen konnte. Eine Sammlung lateinischer Gedichte von ihm war bereits 1660 in einem Band mit sechs anderen Autoren erschienen. Lebhaft war auch sein physikalisch-mathematisches Interesse. Michelangelo Ricci widmete ihm 1666 seine Exercitatio geometrica de maximis et minimis.
1664 reiste Gradić mit einer Delegation unter Kardinal Flavio Chigi nach Paris zur Ratifikation des Friedens von Pisa. Dort lernte er unter anderem Bossuet kennen, mit dem er danach in Korrespondenz blieb. Nach dem Tod Alexanders VII. 1667 wurde Gradić die Ehre zuteil, vor den zum Konklave versammelten Kardinälen die Oratio de eligendo summo pontifice zu halten.
Einen Einschnitt in Gradićs Leben bildete das Erdbeben von 1667, bei dem seine Heimatstadt Dubrovnik völlig zerstört wurde und die Hälfte der Bevölkerung, darunter fast die gesamte Regierung, ums Leben kam. Er wurde zur Schlüsselfigur des Wiederaufbaus, erlangte Soforthilfen vom Heiligen Stuhl, schickte Architekten und Ingenieure in die Heimat und kümmerte sich besonders um den Wiederaufbau der Marienkathedrale. Mithilfe seiner weitgespannten diplomatischen Beziehungen veranlasste er Regierungen in ganz Italien und Europa zu Finanzhilfen und zur politischen Unterstützung der Republik gegen Venedig und das Osmanische Reich.
Eine diplomatische Mission nach Venedig 1674 brachte ihm in Florenz wertvolle Kontakte mit Antonio Magliabechi, Kardinal Leopoldo de’ Medici und Großherzog Cosimo III. ein. In der päpstlichen Orientpolitik befürwortete er die Anerkennung des russischen Zarentums und ein antiosmanisches Bündnis aller katholischen und orthodoxen Fürsten. Er förderte die Kirchenunion.
Gradić war Mitglied der Paduaner Accademia dei Ricovrati sowie ab 1674 der Akademie der Königin Christine. Der Königin widmete er sein bedeutendstes wissenschaftliches Werk, die von Galilei inspirierten Dissertationes physico-mathematicae quattuor, 1680 in Amsterdam gedruckt.

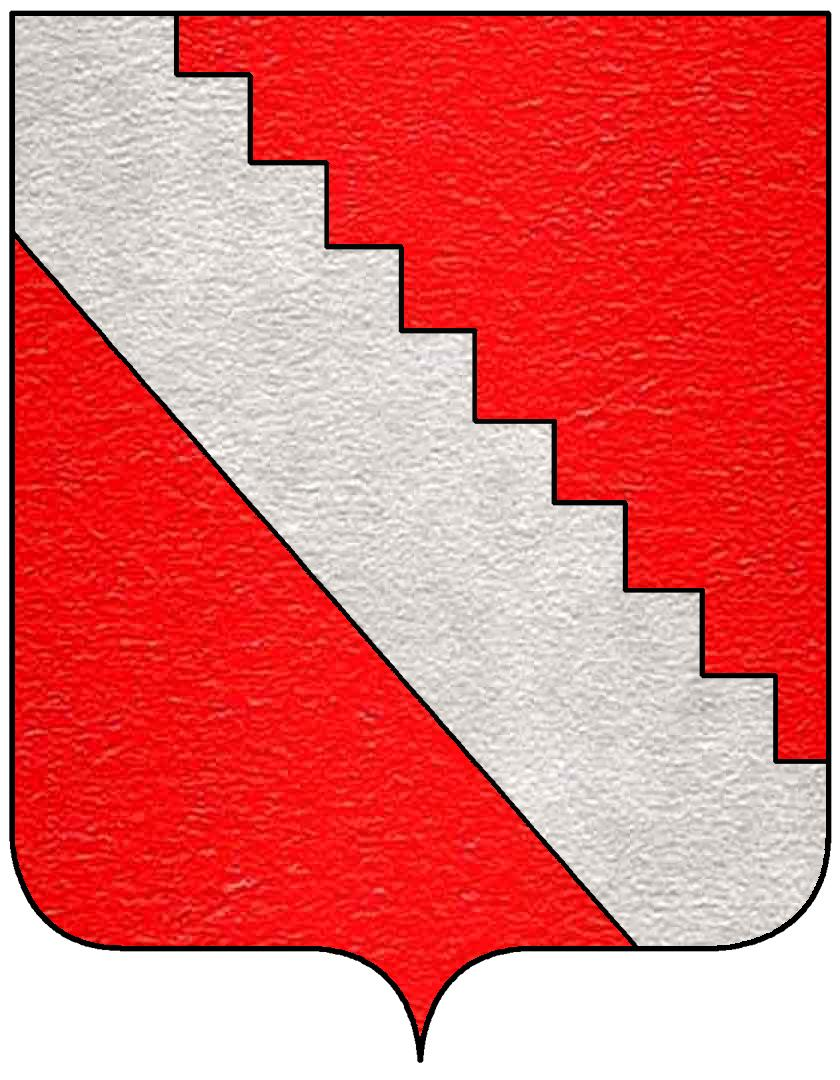
Wappen der Adelsfamilie Gradić

1679 hielt sich Gradić erneut in Paris auf und unternahm den vergeblichen Versuch, Ludwig XIV. von seinem Bündnis mit den Osmanen abzubringen.
Im Januar 1682 erhielt Gradić als Nachfolger von Lorenzo Brancati di Lauria (1612–1693) das Amt des ersten Kustos der Vatikanbibliothek, das er seit dreißig Jahren angestrebt hatte. Angeregt durch seine gelehrten Korrespondenten und Freunde veranlasste er den Ankauf zahlreicher zeitgenössischer Bücher ohne Rücksicht auf deren kirchlich-religiöse Position.
Nach seinem Tod 1683 wurde Gradić in der Kirche San Girolamo degli Illirici in Rom beigesetzt.